# Старынкевич, Юлий Иванович
Юлий Иванович Старынкевич (1822—1880) — генерал-майор, герой Севастопольской обороны.

## Биография
Был вторым сыном И. А. Старынкевича. Образование получил в Артиллерийском училище, из которого выпущен в 1840 году фейерверкером 4-го класса.
30 октября 1845 года произведён в прапорщики артиллерии. В 1849 году Старынкевич принял участие в Венгерской кампании, за отличие был награждён орденами св. Анны 4-й степени и 3-й степени с бантом.
В 1854—1855 году Старынкевич, в чине поручика, принимал участие в обороне Севастополя. 20 июня 1855 года, командуя артиллерией на Камчатском люнете, он был ранен пулей в левое предплечье с раздроблением лучевой кости. За отличие при обороне Севастополя он 21 декабря 1856 года был награждён орденом св. Георгия 4-й степени (№ 10025 по кавалерскому списку Григоровича — Степанова). Кроме того за Крымскую кампанию он получил золотую саблю с надписью «За храбрость» (25 октября 1855 года) и орден св. Владимира 4-й степени с мечами (в 1856 году).
В 1864 году Старынкевич был произведён в подполковники с назначением для особых поручений к Московскому военному губернатору. В 1874 году он был произведён в генерал-майоры с увольнением от службы. 9 февраля 1879 года он был вновь определён на службу с зачислением по полевой пешей артиллерии и в запасные войска.
Среди прочих наград Старынкевич имел ордена св. Анны 2-й степени с императорской короной (1865 год), св. Станислава 2-й степени с императорской короной и мечами (1870 год) и св. Владимира 3-й степени (1875 год).